# Verein für Bewegungsspiele Stuttgart 1893 2016-2017
Questa pagina raccoglie i dati riguardanti il Verein für Bewegungsspiele Stuttgart 1893 nelle competizioni ufficiali della stagione 2016-2017.

## Stagione
Dopo 41 anni di permanenza in massima serie, lo Stoccarda viene retrocesso in 2. Fußball-Bundesliga. Per puntare alla promozione viene scelto il tecnico olandese Jos Luhukay. In campionato, alla prima giornata, affronta il St. Pauli (2-1) a Stoccarda, mentre in Coppa di Germania esordisce al primo turno in casa dell'Homburg, vincendo 3-0.. Il 12 agosto arriva la prima sconfitta stagionale, per 1-0 in casa del Fortuna Düsseldorf. Il 15 settembre, dopo 2 vittorie e 2 sconfitte in campionato, il tecnico olandese Jos Luhukay si dimette dall'incarico e viene sostituito, ad interim, da Olaf Janßen. Il 20 settembre, durante la vittoria per 2-0 contro l'Eintracht Braunschweig, viene ufficializzato l'arrivo in panchina del giovane Hannes Wolf.. Il 25 ottobre la squadra viene eliminata dalla coppa nazionale in seguito alla sconfitta per 0-2 in casa del Borussia M'gladbach. Il 18 dicembre lo Stoccarda chiude il girone d'andata al terzo posto con la sconfitta per 3-0 in casa dei neopromossi Kickers Würzburg.. Il 21 maggio grazie alla vittoria per 4-1 sui Würzburger Kickers, i Roten vincono il campionato e tornano in Bundesliga dopo solo un anno di assenza. Tra le marcature c'è anche la doppietta di Simon Terodde, vincitore per il secondo anno consecutivo del titolo di capocannoniere della 2. Fußball-Bundesliga.

## Maglie e sponsor
|  | Casa |  | Trasferta |  | Terza maglia |

## Rosa

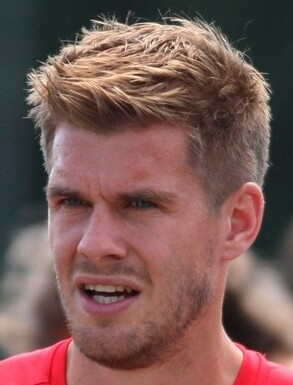
L'attaccante Simon Terodde, capocannoniere dei Roten e della 2. Bundesliga

Rosa e numerazione dello Stoccarda tratte dal sito ufficiale.
| N. |                                 | Ruolo | Calciatore        |
| -- | ------------------------------- | ----- | ----------------- |
| 1  | Australia (bandiera)            | P     | Mitchell Langerak |
| 2  | Argentina (bandiera)            | D     | Emiliano Insúa    |
| 4  | Bosnia ed Erzegovina (bandiera) | D     | Toni Šunjić       |
| 4  | Francia (bandiera)              | D     | Jérôme Onguéné    |
| 5  | Germania (bandiera)             | D     | Timo Baumgartl    |
| 6  | Germania (bandiera)             | D     | Jean Zimmer       |
| 7  | Giappone (bandiera)             | C     | Hajime Hosogai    |
| 8  | Svizzera (bandiera)             | C     | Anto Grgić        |
| 9  | Germania (bandiera)             | A     | Simon Terodde     |
| 10 | Romania (bandiera)              | C     | Alexandru Maxim   |
| 11 | Giappone (bandiera)             | A     | Takuma Asano      |
| 13 | Germania (bandiera)             | P     | Jens Grahl        |
| 14 | Germania (bandiera)             | D     | Philip Heise      |
| 15 | Portogallo (bandiera)           | A     | Carlos Mané       |
| 16 | Austria (bandiera)              | D     | Florian Klein     |

| N. |                        | Ruolo | Calciatore                   |
| -- | ---------------------- | ----- | ---------------------------- |
| 17 | Germania (bandiera)    | C     | Tobias Werner                |
| 18 | Ghana (bandiera)       | C     | Hans Nunoo Sarpei            |
| 19 | Germania (bandiera)    | D     | Kevin Großkreutz             |
| 20 | Germania (bandiera)    | C     | Christian Gentner (capitano) |
| 21 | Francia (bandiera)     | D     | Benjamin Pavard              |
| 22 | Ghana (bandiera)       | C     | Ebenezer Ofori               |
| 24 | Croazia (bandiera)     | A     | Josip Brekalo                |
| 25 | Germania (bandiera)    | D     | Matthias Zimmermann          |
| 31 | Turchia (bandiera)     | C     | Berkay Özcan                 |
| 32 | Germania (bandiera)    | P     | Benjamin Uphoff              |
| 33 | Germania (bandiera)    | A     | Daniel Ginczek               |
| 34 | Ucraina (bandiera)     | A     | Borys Taščy                  |
| 35 | Polonia (bandiera)     | D     | Marcin Kamiński              |
| 37 | Stati Uniti (bandiera) | A     | Julian Green                 |
| 41 | Germania (bandiera)    | D     | Stephen Sama                 |

## Risultati

### 2. Bundesliga

#### Girone di andata
| Arbitro: | Brand (Gerolzhofen) |

|                       |           |                |
| Maxim 67’ Gentner 87’ | Marcatori | 26’ Bouhaddouz |

| Arbitro: | Cortus (Röthenach) |

|                  |           |  |
| Bebou 53’ (rig.) | Marcatori |  |

| Arbitro: | Willenborg (Osnabrück) |

|            |           |                         |
| Wooten 76’ | Marcatori | 39’ Terodde 65’ Gentner |

| Arbitro: | Steinhaus (Hannover) |

|            |           |                        |
| Šunjić 72’ | Marcatori | 69’ Verhoek 76’ Skarke |

| Arbitro: | Winkmann (Kerken) |

|  |           |             |
|  | Marcatori | 52’ Terodde |

| Arbitro: | Dingert (Lebecksmühle) |

|                           |           |  |
| Šunjić 18’ Großkreutz 64’ | Marcatori |  |

| Arbitro: | Siebert (Berlino) |

|           |           |             |
| Wurtz 79’ | Marcatori | 57’ Gentner |

| Arbitro: | Rohde (Rostock) |

|                                    |           |  |
| Mané 2’, 5’ Pavard 24’ Gentner 80’ | Marcatori |  |

| Arbitro: | Cortus (Röthenach) |

|                                                       |           |  |
| Kutschke 38’ Lambertz 42’ Gogia 44’, 74’ Testroet 77’ | Marcatori |  |

| Arbitro: | Aarnink (Nordhorn) |

|                      |           |             |
| Özcan 6’ Terodde 10’ | Marcatori | 35’ Ayçiçek |

| Arbitro: | Stegemann (Niederkassel) |

|                 |           |                                 |
| Stoppelkamp 51’ | Marcatori | 10’ Asano 46’ Terodde 86’ Maxim |

| Arbitro: | Ittrich (Amburgo) |

|                       |           |                |
| Terodde 13’, 70’, 90’ | Marcatori | 64’ Voglsammer |

| Arbitro: | Aytekin (Oberasbach) |

|               |           |            |
| Skrzybski 60’ | Marcatori | 3’ Terodde |

| Arbitro: | Drees (Münster-Sarmsheim) |

|                           |           |             |
| Terodde 3’, 33’ Asano 90’ | Marcatori | 80’ Möhwald |

| Arbitro: | Jablonski (Brema) |

|  |           |                                         |
|  | Marcatori | 13’ Baumgartl 24’ Gentner 67’, 76’ Mané |

| Arbitro: | Brych (Monaco di Baviera) |

|             |           |                      |
| Terodde 12’ | Marcatori | 26’ Harnik 87’ Klaus |

| Arbitro: | Koslowski (Berlino) |

|                                              |           |  |
| Benatelli 27’ Schoppenhauer 40’ Daghfous 80’ | Marcatori |  |

#### Girone di ritorno
| Arbitro: | Schröder (Hannover) |

|  |           |          |
|  | Marcatori | 84’ Mané |

| Arbitro: | Zwayer (Berlino) |

|                       |           |  |
| Terodde 13’ Green 20’ | Marcatori |  |

| Arbitro: | Rohde (Rostock) |

|                         |           |                 |
| Terodde 45’ (rig.), 85’ | Marcatori | 62’ Sukuta-Pasu |

| Arbitro: | Drees (Münster-Sarmsheim) |

|                 |           |                         |
| Schnatterer 42’ | Marcatori | 19’ Gentner 71’ Brekalo |

| Arbitro: | Jablonski (Brema) |

|                       |           |  |
| Terodde 58’ Özcan 87’ | Marcatori |  |

| Arbitro: | Brand (Gerolzhofen) |

|             |           |         |
| Reichel 42’ | Marcatori | 3’ Mané |

| Arbitro: | Kempkes (Urmitz) |

|             |           |             |
| Ginczek 70’ | Marcatori | 10’ Losilla |

| Arbitro: | Sather (Grimma) |

|            |           |  |
| Berisha 9’ | Marcatori |  |

| Arbitro: | Perl (Pullach) |

|                                   |           |                              |
| Terodde 29’, 90’ (rig.) Insúa 75’ | Marcatori | 4’, 22’, 26’ (rig.) Kutschke |

| Arbitro: | Alt (Heusweiler) |

|               |           |              |
| Lacazette 23’ | Marcatori | 90’ Kamiński |

| Arbitro: | Dingert (Lebecksmühle) |

|                |           |  |
| Asano 27’, 61’ | Marcatori |  |

| Arbitro: | Osmers (Hannover) |

|                      |           |                            |
| Hemlein 15’ Yabo 73’ | Marcatori | 51’ Maxim 54’, 89’ Terodde |

| Arbitro: | Ittrich (Amburgo) |

|                                   |           |            |
| Maxim 29’ Terodde 33’ Ginczek 68’ | Marcatori | 57’ Polter |

| Arbitro: | Dankert (Rostock) |

|                          |           |                                          |
| Behrens 25’ Teuchert 33’ | Marcatori | 47’ (rig.) Terodde 50’ Ginczek 90’ Klein |

| Arbitro: | Gerach (Landau-Queichheim) |

|                                   |           |  |
| Terodde 14’ (rig.), 69’ Maxim 75’ | Marcatori |  |

| Arbitro: | Stark (Ergolding) |

|           |           |  |
| Klaus 40’ | Marcatori |  |

| Arbitro: | Ittrich (Amburgo) |

|                                             |           |             |
| Zimmermann 32’ Terodde 59’, 80’ Ginczek 89’ | Marcatori | 78’ Schröck |

### Coppa di Germania
| Arbitro: | Hangmann (Wangen im Allgäu) |

|  |           |                                 |
|  | Marcatori | 53’ Gentner 58’ Özcan 87’ Taščy |

| Arbitro: | Perl (Pullach) |

|                        |           |  |
| Johnson 31’ Stindl 84’ | Marcatori |  |

## Statistiche

### Statistiche di squadra
| Competizione      | Punti | In casa | In casa | In casa | In casa | In casa | In casa | In trasferta | In trasferta | In trasferta | In trasferta | In trasferta | In trasferta | Totale | Totale | Totale | Totale | Totale | Totale | DR  |
| Competizione      | Punti | G       | V       | N       | P       | Gf      | Gs      | G            | V            | N            | P            | Gf           | Gs           | G      | V      | N      | P      | Gf     | Gs     | DR  |
| ----------------- | ----- | ------- | ------- | ------- | ------- | ------- | ------- | ------------ | ------------ | ------------ | ------------ | ------------ | ------------ | ------ | ------ | ------ | ------ | ------ | ------ | --- |
| 2. Bundesliga     | 69    | 17      | 13      | 2       | 2       | 40      | 15      | 17           | 8            | 4            | 5            | 23           | 22           | 34     | 21     | 6      | 7      | 63     | 37     | +26 |
| Coppa di Germania | -     | 0       | 0       | 0       | 0       | 0       | 0       | 2            | 1            | 0            | 1            | 3            | 2            | 2      | 1      | 0      | 1      | 3      | 2      | +1  |
| Totale            | 69    | 17      | 13      | 2       | 2       | 40      | 15      | 19           | 9            | 4            | 6            | 26           | 26           | 36     | 22     | 6      | 8      | 66     | 39     | +27 |

### Andamento in campionato
| Giornata  | 1 | 2 | 3 | 4 | 5 | 6 | 7 | 8 | 9 | 10 | 11 | 12 | 13 | 14 | 15 | 16 | 17 | 18 | 19 | 20 | 21 | 22 | 23 | 24 | 25 | 26 | 27 | 28 | 29 | 30 | 31 | 32 | 33 | 34 |
| --------- | - | - | - | - | - | - | - | - | - | -- | -- | -- | -- | -- | -- | -- | -- | -- | -- | -- | -- | -- | -- | -- | -- | -- | -- | -- | -- | -- | -- | -- | -- | -- |
| Luogo     | C | T | T | C | T | C | T | C | T | C  | T  | C  | T  | C  | T  | C  | T  | T  | C  | C  | T  | C  | T  | C  | T  | C  | T  | C  | T  | C  | T  | C  | T  | C  |
| Risultato | V | P | V | P | V | V | N | V | P | V  | V  | V  | N  | V  | V  | P  | P  | V  | V  | V  | V  | V  | N  | N  | P  | N  | N  | V  | V  | V  | V  | V  | P  | V  |
| Posizione | 3 | 7 | 5 | 8 | 4 | 2 | 4 | 3 | 6 | 4  | 2  | 2  | 2  | 2  | 1  | 2  | 3  | 3  | 1  | 1  | 1  | 1  | 1  | 1  | 2  | 2  | 2  | 1  | 1  | 1  | 1  | 1  | 1  | 1  |

Legenda:

Luogo: C = Casa; T = Trasferta. Risultato: V = Vittoria; N = Pareggio; P = Sconfitta.

### Statistiche dei giocatori
In corsivo i calciatori che hanno lasciato la squadra a stagione in corso.
| Giocatore     | 2. Bundesliga | 2. Bundesliga | 2. Bundesliga | 2. Bundesliga | Coppa di Germania | Coppa di Germania | Coppa di Germania | Coppa di Germania | Totale   | Totale | Totale      | Totale     |
| Giocatore     | Presenze      | Reti          | Ammonizioni   | Espulsioni    | Presenze          | Reti              | Ammonizioni       | Espulsioni        | Presenze | Reti   | Ammonizioni | Espulsioni |
| ------------- | ------------- | ------------- | ------------- | ------------- | ----------------- | ----------------- | ----------------- | ----------------- | -------- | ------ | ----------- | ---------- |
| T. Asano      | 26            | 4             | 0             | 0             | 1                 | 0                 | 0                 | 0                 | 27       | 4      | 0           | 0          |
| T. Baumgartl  | 29            | 1             | 2             | 1             | 1                 | 0                 | 0                 | 0                 | 30       | 1      | 2           | 1          |
| J. Brekalo    | 12            | 1             | 0             | 0             | -                 | -                 | -                 | -                 | 12       | 1      | 0           | 0          |
| C. Gentner    | 34            | 7             | 2             | 0             | 2                 | 1                 | 0                 | 0                 | 36       | 8      | 2           | 0          |
| D. Ginczek    | 18            | 4             | 1             | 0             | 0                 | 0                 | 0                 | 0                 | 18       | 4      | 1           | 0          |
| J. Grahl      | 0             | -0            | 0             | 0             | 0                 | -0                | 0                 | 0                 | 0        | -0     | 0           | 0          |
| J. Green      | 10            | 1             | 0             | 0             | -                 | -                 | -                 | -                 | 10       | 1      | 0           | 0          |
| A. Grgić      | 14            | 0             | 1             | 0             | 0                 | 0                 | 0                 | 0                 | 14       | 0      | 1           | 0          |
| K. Großkreutz | 16            | 1             | 6             | 0             | 1                 | 0                 | 0                 | 0                 | 17       | 1      | 6           | 0          |
| P. Heise      | 1             | 0             | 0             | 0             | 1                 | 0                 | 0                 | 0                 | 2        | 0      | 0           | 0          |
| H. Hosogai    | 10            | 0             | 2             | 0             | 0                 | 0                 | 0                 | 0                 | 10       | 0      | 2           | 0          |
| E. Insúa      | 34            | 1             | 2             | 0             | 2                 | 0                 | 1                 | 0                 | 36       | 1      | 3           | 0          |
| M. Kamiński   | 23            | 1             | 1             | 1             | 0                 | 0                 | 0                 | 0                 | 23       | 1      | 1           | 1          |
| F. Klein      | 19            | 1             | 3             | 0             | 2                 | 0                 | 0                 | 0                 | 21       | 1      | 3           | 0          |
| M. Langerak   | 34            | -37           | 1             | 0             | 2                 | -2                | 0                 | 0                 | 36       | -39    | 1           | 0          |
| C. Mané       | 19            | 5             | 3             | 0             | 1                 | 0                 | 0                 | 0                 | 20       | 5      | 3           | 0          |
| A. Maxim      | 25            | 5             | 4             | 0             | 2                 | 0                 | 0                 | 0                 | 27       | 5      | 4           | 0          |
| E. Ofori      | 9             | 0             | 1             | 0             | -                 | -                 | -                 | -                 | 9        | 0      | 1           | 0          |
| J. Onguéné    | 0             | 0             | 0             | 0             | -                 | -                 | -                 | -                 | 0        | 0      | 0           | 0          |
| B. Özcan      | 21            | 2             | 1             | 0             | 2                 | 1                 | 0                 | 0                 | 23       | 3      | 1           | 0          |
| B. Pavard     | 21            | 1             | 4             | 0             | 0                 | 0                 | 0                 | 0                 | 21       | 1      | 4           | 0          |
| S. Sama       | 4             | 0             | 1             | 0             | 1                 | 0                 | 0                 | 0                 | 5        | 0      | 1           | 0          |
| H. N. Sarpei  | 0             | 0             | 0             | 0             | 1                 | 0                 | 0                 | 0                 | 1        | 0      | 0           | 0          |
| T. Šunjić     | 10            | 2             | 3             | 0             | 2                 | 0                 | 0                 | 0                 | 12       | 2      | 3           | 0          |
| B. Taščy      | 5             | 0             | 0             | 0             | 2                 | 1                 | 0                 | 0                 | 7        | 1      | 0           | 0          |
| S. Terodde    | 32            | 25            | 4             | 0             | 1                 | 0                 | 0                 | 0                 | 33       | 25     | 4           | 0          |
| B. Uphoff     | 0             | -0            | 0             | 0             | 0                 | -0                | 0                 | 0                 | 0        | -0     | 0           | 0          |
| T. Werner     | 6             | 0             | 2             | 0             | 1                 | 0                 | 0                 | 0                 | 7        | 0      | 2           | 0          |
| J. Zimmer     | 16            | 0             | 0             | 0             | 1                 | 0                 | 0                 | 0                 | 17       | 0      | 0           | 0          |
| M. Zimmermann | 27            | 1             | 4             | 0             | 2                 | 0                 | 1                 | 0                 | 29       | 1      | 5           | 0          |